# هرمن هالر (تدوین‌گر)
هرمان هالر (انگلیسی: Hermann Haller؛ ۱۵ دسامبر ۱۹۰۹ – ۲۱ ژوئن ۱۹۸۵) یک کارگردان و تدوین‌گر اهل سوئیس بود.

## فیلم‌شناسی
- پریمیر (۱۹۳۷)
- جستجو (۱۹۴۸)
- هایدی (۱۹۵۲)
- دروغ (۱۹۶۱)
- دو ساد (۱۹۶۹)